# Estel Ap d'oscil·lació ràpida
Un estel Ap o estrella Ap d'oscil·lació ràpida és una mena d'estel Ap que presenta variacions de velocitat radial o fotomètrica ràpida de curta escala temporal. Els períodes coneguts varien entre 5 i 23 minuts. Es troben en la banda d'inestabilitat delta Scuti de la seqüència principal.

## Descobriment
El primer estel Ap d'oscil·lació ràpida fou HD 101065 (Estrella de Przybylski). Les oscil·lacions les descobrí Donald Kurtz amb un telescopi de 20 polzades a l'observatori astronòmic de Sud-àfrica, amb el qual va observar variacions de 10-20 mil·limagnitud en la corba de llum de l'estel amb un període de 12,15 minuts.

## Oscil·lacions
Aquests estels oscil·len en modes d'alt sobretò, baix grau i pressió no radial. El model més habitual per explicar el comportament d'aquestes pulsacions és el model de polsador oblic. En aquest model l'eix de la pulsació està alineat amb l'eix magnètic, la qual cosa pot portar a la modulació de l'amplitud de la pulsació, depenent de l'orientació de l'eix a la línia de visió, mentre varia amb la rotació. El vincle aparent entre l'eix magnètic i la pulsació de l'eix dona pistes sobre la natura del mecanisme de la pulsacions. Com sembla que els estels Ap d'oscil·lació ràpida ocupen el final de la seqüència principal a la banda d'inestabilitat de delta Scuti, s'ha suggerit que el mecanisme podria ser similar al mecanisme d'opacitat que opera en la zona d'ionització de l'hidrogen. No es pot establir cap model de pulsació per excitar les oscil·lacions d'aquests estels usant el mecanisme d'opacitat. Ja que el camp magnètic sembla important, les investigacions ho han tingut en compte en la formulació de models de pulsació no estàndards. S'ha suggerit que els models podrien estar conduïts per la supressió de la convecció pel camp magnètic fort prop dels pols magnètics d'aquests estels que podria contribuir a l'alineació de la polsació de l'eix amb l'eix del camp magnètic. S'ha calculat una banda d'inestabilitat pels estels Ap d'oscil·lació ràpida que coincidiria amb la posició al Diagrama de Hertzsprung-Russell d'aquests estels descoberts fins al moment, però prediu l'existència de polsadors de períodes més llarg entre els estels Ap d'oscil·lació ràpida més evolucionades. Aquests polsadors es descobriren a HD 177765 el qual té el període de pulsació més llarg de tots els estels Ap d'oscil·lació ràpida en 23,6 minuts.
La majoria d'aquests estels s'han descobert usant telescopis que permeten observar petits canvis en l'amplitud causats per la pulsació dels estels, no obstant també és possible observar aquestes pulsacions mesurant les variacions en la velocitat radial de línies sensibles, com les de neodimi o praseodimi. Algunes línies no s'han vist polsar, com les de ferro. Es pensa que la pulsacions són de més àmplia amplitud com més alt estiguin en l'atmosfera de l'estel, on la densitat és més baixa. Com a resultat, les línies espectrals formades per aquests elements que no són radioactivament elevats en les capes altes de l'atmosfera d'un estel Ap d'oscil·lació ràpida són les més propenses a ser detectades pels mesuraments de les pulsacions, on les línies dels elements com el ferro, que s'estabilitzen amb la gravetat, no s'espera que presentin variacions en la velocitat radial.

## Llista d'estels Ap d'oscil·lació ràpida
| Nom de l'estel                    | V magnitud | Tipus espectral | Període (min) |
| --------------------------------- | ---------- | --------------- | ------------- |
| HD 177765                         | 9.1        | Ap              | 23.6          |
| AP Scl, HD 6532                   | 8.45       | Ap SrEuCr       | 7.1           |
| BW Cet, HD 9289                   | 9.38       | Ap SrCr         | 10.5          |
| BN Cet, HD 12098                  | 8.07       | F0              | 7.61          |
| HD 12932                          | 10.25      | Ap SrEuCr       | 11.6          |
| BT Hyi, HD 19918                  | 9.34       | Ap SrEuCr       | 14.5          |
| DO Eri, HD 24712                  | 6.00       | Ap SrEu(Cr)     | 6.2           |
| UV Lep, HD 42659                  | 6.77       | Ap SrCrEu       | 9.7           |
| HD 60435                          | 8.89       | Ap Sr(Eu)       | 9.7           |
| LX Hya, HD 80316                  | 7.78       | Ap Sr(Eu)       | 11.4-23.5     |
| IM Vel, HD 83368                  | 6.17       | Ap SrEuCr       | 11.6          |
| AI Ant, HD 84041                  | 9.33       | Ap SrEuCr       | 15.0          |
| HD 86181                          | 9.32       | Ap Sr           | 6.2           |
| HD 99563                          | 8.16       | F0              | 10.7          |
| Estrella de Przybylski, HD 101065 | 7.99       | controvertit    | 12.1          |
| HD 116114                         | 7.02       | Ap              | 21.3          |
| LZ Hya, HD 119027                 | 10.02      | Ap SrEu(Cr)     | 8.7           |
| PP Vir, HD 122970                 | 8.31       | desconegut      | 11.1          |
| α Cir, HD 128898                  | 3.20       | Ap SrEu(Cr)     | 6.8           |
| HI Lib, HD 134214                 | 7.46       | Ap SrEu(Cr)     | 5.6           |
| β CrB, HD 137909                  | 3.68       | F0p             | 16.2          |
| GZ Lib, HD 137949                 | 6.67       | Ap SrEuCr       | 8.3           |
| HD 150562                         | 9.82       | A/F(p Eu)       | 10.8          |
| HD 154708                         | 8.76       | Ap              | 8.0           |
| HD 161459                         | 10.33      | Ap EuSrCr       | 12.0          |
| HD 166473                         | 7.92       | Ap SrEuCr       | 8.8           |
| HD 176232                         | 5.89       | F0p SrEu        | 11.6          |
| HD 185256                         | 9.94       | Ap Sr(EuCr)     | 10.2          |
| CK Oct, HD 190290                 | 9.91       | Ap EuSr         | 7.3           |
| QR Tel, HD 193756                 | 9.20       | Ap SrCrEu       | 13.0          |
| AW Cap, HD 196470                 | 9.72       | Ap SrEu(Cr)     | 10.8          |
| γ Eql, HD 201601                  | 4.68       | F0p             | 12.4          |
| BI Mic, HD 203932                 | 8.82       | Ap SrEu         | 5.9           |
| MM Aqr, HD 213637                 | 9.61       | A(p EuSrCr)     | 11.5          |
| BP Gru, HD 217522                 | 7.53       | Ap (Si)Cr       | 13.9          |
| CN Tuc, HD 218495                 | 9.36       | Ap EuSr         | 7.4           |